# 카이오 블랫

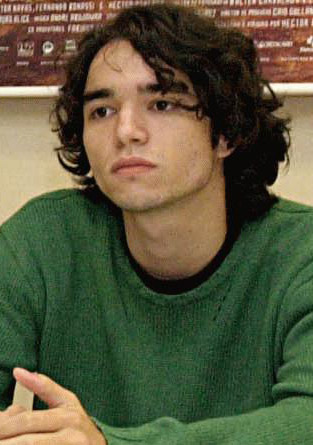

카이오 블랫(Caio Blat, 1980년 6월 2일 ~ )은 브라질의 배우, 텔레비전 배우이다.
상파울루에서 태어났다.

## 영화
- BR 716 (2016년) - 펠리페 역
- 캘리포니아 (2015년)
- 알레마오 (2014년)
- 비트윈 어스 (2013년)
- 싱구 (2012년)
- 어 롱 져니 (2011년)
- 브로더 (2010년)
- 세상에서 가장 좋은 것들 (2010년)
- 더 태넌츠 (2009년)
- 포비든 투 포비드 (2007년)
- 야수의 습지 (2007년)
- 우리 부모가 휴가를 떠난 해 (2006년)
- 카란디루 (2003년)
- 아버지의 왼편 (2001년)